# Guerra dei browser
Nella storia dell'informatica per guerra dei browser s'intende l'aspro conflitto commerciale e d'immagine tra diversi produttori che tentano di imporsi sul mercato dei browser web.

## Prima guerra dei browser: Netscape contro Internet Explorer

Percentuali d'uso di ogni browser durante la prima guerra dei browser

Il primo browser web grafico fu Mosaic. Quando apparve, nel 1993, era l'unico strumento per visualizzare con un'interfaccia grafica le poche centinaia di pagine scritte in HTML presenti sul World Wide Web. L'anno successivo uno dei programmatori di Mosaic, Marc Andreessen, si mise in proprio; nacque così Netscape Navigator. Netscape fu il primo browser commerciale di successo: si impose anche perché incorporò modifiche al linguaggio HTML, che esulavano dagli standard del W3C fino ad allora riconosciuti.
Lo scoppio vero e proprio del conflitto tra browser avvenne nel 1995 quando Netscape, diventato quasi monopolista, dovette scontrarsi con un agguerrito concorrente: Internet Explorer della Microsoft. Le armi dei due contendenti non si limitarono al lancio continuo di nuove modifiche agli standard, spesso incompatibili tra loro, ma si affinarono sul lato commerciale. Alla fine dello scontro prevalse la Microsoft. L'arma finale, che determinò una netta riduzione della fascia di utenza utilizzatrice di Netscape a favore di IE, fu la scelta della Microsoft di distribuire Internet Explorer già incluso nel sistema operativo Windows 95: cambiarlo diventò così un compito degli utenti, che nella maggior parte dei casi non lo fecero.
Questa mossa, ritenuta illegale e anticoncorrenziale, fu denunciata dai direttori di Netscape nel 1996. Il Dipartimento della giustizia degli Stati Uniti fu chiamato a esprimersi su un presunto accordo economico tra la Microsoft e le aziende produttrici di PC: queste avrebbero avuto degli sconti sulle licenze nel caso non avessero incluso Netscape nei software preinstallati. Microsoft fu condannata nel 1997 per abuso di posizione dominante, continuando però a imporre precise specifiche di avvio dei terminali e vietando modifiche di ogni sorta ai propri sistemi operativi.
Netscape continuò ad essere sviluppato come software indipendente fino al 2000, quando per il motore di rendering si appoggiò al codice di Mozilla. Sebbene gli utenti di Netscape fossero pochissimi già nel 2003, lo sviluppo di Netscape proseguì fino al 28 dicembre 2007, quando America On Line annunciò ufficialmente la fine del progetto.

## Seconda guerra dei browser (dal 2004 ad oggi)

Diffusione dei browser dopo il 2008 (dati StatCounter)

Internet Explorer, dopo la vittoria conseguita contro Netscape e senza la minaccia di un avversario competitivo, continuò lo sviluppo in maniera irregolare, senza introdurre cambiamenti importanti e senza rispettare le direttive del W3C.
A partire dal 2004 iniziarono ad affermarsi browser dotati di caratteristiche innovative e di un maggiore rispetto degli standard, spesso gratuiti o addirittura open source. In poco tempo essi hanno conquistato una consistente quota di mercato, sebbene la Microsoft abbia continuato a preinstallare sui propri sistemi operativi (Windows XP, Windows Vista, 7, 8) il suo browser. I browser che hanno intaccato maggiormente l'egemonia Microsoft sono: 
- Mozilla Firefox, il cui progetto prese vita già nel 1998 fornendo il motore di rendering a Netscape;
- Opera, browser esistente sin dal 1994 ma che fino al 2005 era poco diffuso perché a pagamento;
- Safari, browser predefinito sui sistemi Mac dal 2003 e disponibile per Windows dal 2007.

Microsoft si è trovata impreparata di fronte all'attacco di prodotti dal potenziale così alto e per cercare di arginare il fortissimo calo degli utenti di Internet Explorer 6 decise di intraprendere una politica più attenta al rispetto degli standard. Il 18 ottobre 2006 è uscito Internet Explorer 7, che comprende numerosi miglioramenti nel supporto agli standard come alle funzioni di navigazione (ad esempio la navigazione a schede).
La sfida più importante dunque si giocava tra Mozilla Firefox e Internet Explorer, e se nell'ottobre 2004 detenevano quote del 2,78% (Firefox) e 92,18% (Internet Explorer), nel marzo 2009 si attestavano al 22,05% (Firefox) e al 66,82% (Internet Explorer) degli utilizzatori della rete.
Nel 2009 tutte le aziende pubblicarono nuove versioni dei loro browser:
- Microsoft con Internet Explorer 8 il 19 marzo 2009
- Apple con Safari 4 l'8 giugno 2009
- Mozilla con Firefox 3.5 il 30 giugno 2009
- Google con Chrome 2.0 il 24 maggio 2009, e la versione 3.0 il 12 ottobre 2009
- Opera Software con Opera 10 il 1º settembre 2009.

Nello stesso anno, per la prima volta da anni la quota di mercato di Internet Explorer scese sotto il 70%, attestandosi al 67,5%; a fine marzo 2009 Firefox 3.0, con una percentuale del 35,05%, diventò per la prima volta il browser più popolare in Europa. A seguito di un'indagine dell'Antitrust europea, Microsoft ha previsto l'introduzione dal 1º marzo 2010 del ballot screen, grazie al quale l'utente potrà scegliere fra i browser più popolari, anche non Microsoft, quale utilizzare sul proprio PC. Nel settembre 2010, secondo StatCounter, per la prima volta l'utilizzo di Internet Explorer nel mondo è sceso al di sotto del 50% (precisamente 49,87%), mentre i dati dei concorrenti sono: Firefox al 31,5% e Chrome all'11,5%.
A marzo 2014, stando alle informazioni di NetApplications, Internet Explorer è riuscito a recuperare terreno fino al 57,96% grazie alle più moderne versioni 10 ed 11 e alla maggior integrazione in Windows 8. Nello stesso mese, Chrome con una quota del 17,52% è riuscito a superare Firefox, sceso al 17,26%. A maggio 2016, secondo le analisi di NetApplications, Internet Explorer di Microsoft è stato superato per la prima volta da un browser concorrente: Google Chrome, con il 41,66% di share, è riuscito a superare Internet Explorer, sceso al 41,33%. Microsoft, tuttavia, è ormai impegnata a concentrare tutti i suoi sforzi verso il nuovo browser Microsoft Edge (disponibile per Windows 7, 8, 8.1 (non più supportati); 10 e 11 e totalmente integrato con Cortana e Bing), che ad aprile segnava un 3,85% di diffusione. Continua il calo degli utenti di Firefox, la cui quota di mercato è scesa al 9,75%.

## L'arrivo di Google Chrome

Il logo di Google Chrome nel febbraio 2022

Il 4 settembre 2008 Google ha pubblicato la prima versione beta di Google Chrome, un browser basato su WebKit. Sebbene l'uscita del browser abbia fatto molto parlare di Chrome per circa una settimana, l'interesse è andato diminuendo durante i giorni successivi e la quota di mercato di Chrome si è attestata attorno all'1%. Per diffondere l'utilizzo di Chrome, verso la fine del 2008 Google ha pubblicato la versione definitiva del browser e ha stretto un accordo con i produttori di PC per preinstallarlo nei nuovi computer.
Le conseguenze dell'entrata di Google nel mercato dei browser sono molte. Tra queste, c'è il caso della Mozilla Foundation, che produce Firefox: infatti, fino all'entrata in scena di Chrome, Google aveva sempre appoggiato Firefox e la sua casa produttrice, sia economicamente (il 90% delle entrate della Mozilla Foundation sono sovvenzioni da parte di Google), sia nel campo dell'immagine (Google ha incluso Firefox nel Google Pack). Dopo l'arrivo di Chrome, però, si è venuto a creare un conflitto di interessi: infatti Google sviluppa e fa crescere il suo browser mentre finanzia il suo avversario Firefox, creando così una situazione di instabilità e incertezza alla Mozilla Foundation.

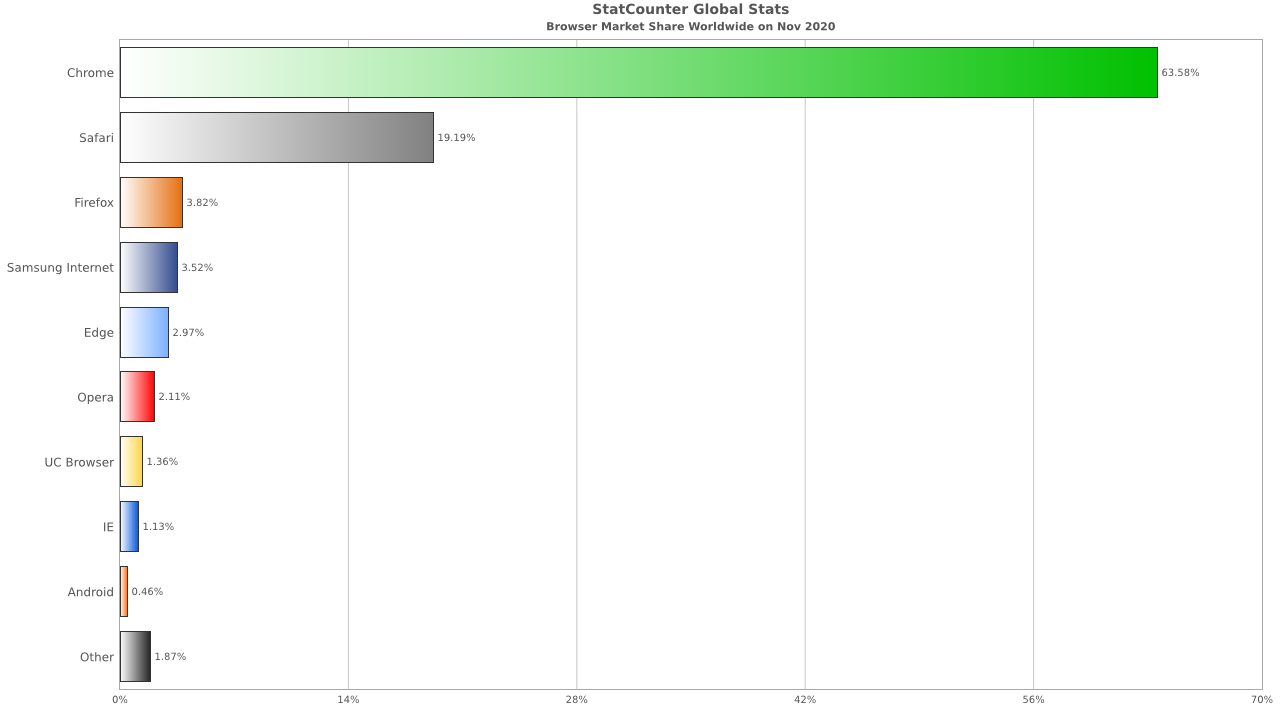
Quota di utilizzo dei browser Web nel novembre 2020 secondo StatCounter

Anche l'amministratore delegato di Mozilla ha dichiarato che «dopo l'arrivo di Google Chrome i rapporti con Google si sono complicati». Nonostante ciò, nel dicembre 2011 è stato raggiunto un accordo tra le due parti secondo il quale Google non solo continua, ma triplica il finanziamento della Mozilla Foundation per altri tre anni, riconoscendo e approfittando del ruolo di leader di mercato del browser Firefox, in cambio (come già avveniva in precedenza) dell'impostazione predefinita sia del motore di ricerca di Google nella relativa casella, sia come homepage predefinita.
A causa del successo di Google Chrome, nel dicembre 2018 Microsoft ha annunciato che avrebbe realizzato una nuova versione di Edge basata su Chromium e sul motore di rendering di Google, Blink, anziché sul proprio motore di rendering, EdgeHTML. Il nuovo browser Microsoft Edge è stato reso disponibile il 15 gennaio 2020. Sebbene Firefox abbia mostrato un leggero aumento della quota di utilizzo a partire da febbraio 2019, continua a lottare con una quota di utilizzo inferiore al 10% in tutto il mondo. Ad aprile 2019, la quota di utilizzo mondiale di Google Chrome ha superato il 70% su tutti i personal computer ed è rimasta oltre il 60% combinando tutti i dispositivi. Nel giugno 2021, Microsoft ha interrotto definitivamente Internet Explorer a favore di Microsoft Edge come suo unico browser.

## Il test cross-browser

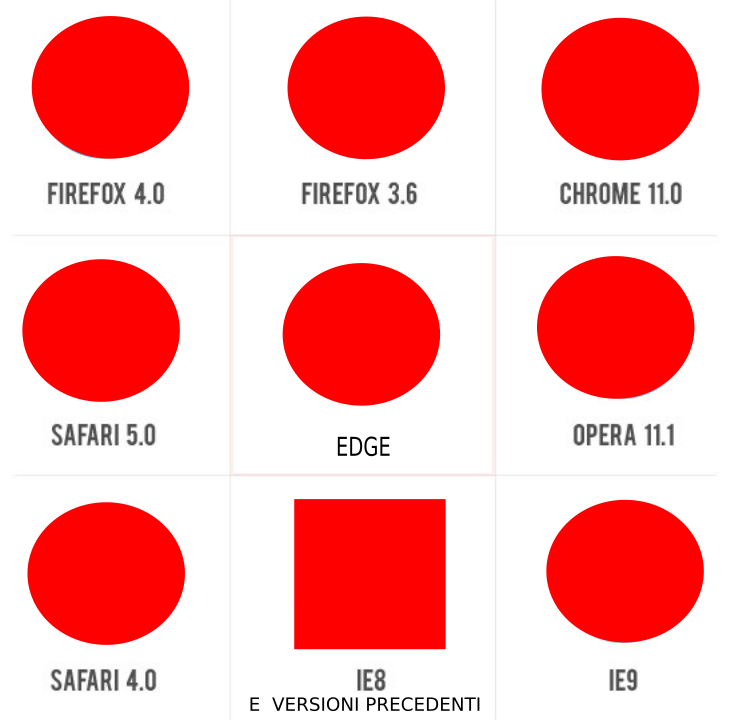
Confronto del supporto tra i vari browsers della proprietà "border-radius" introdotta con il CSS3 su un elemento HTML con il colore di sfondo rosso. Testandolo su vari browser si nota che in Internet Explorer la proprietà non è supportata e l'elemento appare in modo diverso. Google Chrome, alla nascita di CSS3 e HTML5, supportava la maggior parte delle proprietà di questi nuovi linguaggi, seguito da Mozilla Firefox che ne supportava buona parte.

Esistendo differenti browser e dispositivi, nonché differenti versioni di essi, lo sviluppatore dovrebbe assicurarsi che il sito Web sia fruibile e visibile in modo identico su ciascuno di essi. Il test cross-browser è un tipo di collaudo del software non funzionale in cui viene verificata la funzionalità delle applicazioni Web su diversi browser e dispositivi. I test cross-browser possono anche fornire una visione obiettiva e indipendente dello stato dell'applicazione Web per consentire all'azienda di apprezzare e comprendere i rischi derivanti dal suo rilascio o dall'implementazione di nuove funzionalità. Le tecniche di test possono riguardare il processo di esecuzione di un'applicazione Web con l'intento di trovare errori in diversi browser e dispositivi e verificare che il sito web sia idoneo all'uso in ognuno di essi.